# 562446 Pilinszky
562446 Pilinszky este o planetă minoră (asteroid) din centura de asteroizi. A fost descoperită pe 30 septembrie 2014 la Piszkéstetői Obszervatórium⁠(d) de  și a fost numită după János Pilinszky. 
Obiectul prezintă o orbită caracterizată de o semiaxă mare de 2,5563758879408 UAi, o excentricitate de 0,093005129039135, o înclinație de 15,503826964505 ° în raport cu ecliptica.